# Софіївка (Баштанський район)
Софі́ївка — село в Україні, в Баштанському районі Миколаївської області. Адміністративний центр Софіївської сільської громади. Населення становить 1289 осіб.
Розташоване на березі річки Інгул, за 12 км на захід від міста Новий Буг і за 17 км від залізничної станції Новий Буг.

## Символіка
Затверджена: 27 листопада 2017 р. Автор: І Янушеквич.

### Герб
Щит розтятий золотим і срібним. У першій частині зелена трава степової ковили, нахилена вітром вліво, над нею червоний бутон тюльпана в стовп. Внизу срібна гранітна скеля, на якій червоні кирка і молоток в косий хрест. У другій частині лазуровий церковний купол, увінчаний золотим православним хрестом; нижче золота квітка соняха з такими ж пелюстками, в якій замість нижньої четвертини золота краплина олії. Під соняхом золотий стилізований млин із чотирма
крилами у вигляді стиглих пшеничних колосків. 

### Прапор
Квадратне полотнище поділене вертикально і горизонтально на чотири рівновеликі поля. На верхньому древковому синьому полі білий контур церковного купола, увінчаного жовтим православним хрестом. На верхньому вільному зеленому полі жовта голова соняха з пелюстками, в якій замість нижньої четвертини жовта краплина олії. На нижньому древковому зеленому полі навхрест покладені жовті кирка і молоток. На нижньому вільному жовтому полі червоний вертикальний бутон тюльпана.

## Історія
Поблизу Софіївки виявлені поселення епохи неоліту і бронзи (V а II тисячоліття до н. е.), а також знахідка бронзових сокир епохи бронзи (середина II тисячоліття до н. ери).
Село Софіївка в офіційних документах згадується з 1809 р.
В листопаді 1920 р. тут організована перша сільськогосподарська артіль «Зоря».
У 1923 р. виникла сільськогосподарська артіль «Досвід». Працював племзавод ім. Щорса (до 1968 року — племрадгосп), З 1941 року 198 жителів Софіївки воювали на фронтах Німецько-радянської війни, 97 з них загинули, 65 — нагороджені орденами і медалями СРСР.
У 1972 році в селі споруджений меморіальний комплекс, на згадку про загиблих односельців і воїнів, полеглих у боях за звільнення Софіївки.
За високі виробничі досягнення 159 трудівників нагороджені орденами і медалями. Звання Героя Соціалістичної Праці і двох орденів Леніна удостоєна знатна свинарка Н. Л. Пономар, ордени Леніна — доярка Д. Ф. Поліщук і директор племзавода М. К. Пошукайло, комбайнер Д. Г. Бондаренко (нині пенсіонер), директор племрадгоспу І. П. Охрончук; ордени Жовтневої Революції — керівник відділенням Д. А. Сердюк; ордени Трудового Червоного Прапора — бригадир відгодівельної ферми Н. Д. Чорний, доярка А. С. Свірська, агроном А. Н. Сівачек, механізатор В. Ф. Болтиків, свинарка А. Д. Лобанова.
З початком українсько-російської війни у 2014 році та початком повномасштабного вторгнення у 2022 році деякі мешканці Софіївки добровольцями вступили до лав Збройних Сил України.

## Населення

### Мова
Розподіл населення за рідною мовою за даними перепису 2001 року:
| Мова       | Відсоток |
| ---------- | -------- |
| українська | 95,95%   |
| російська  | 3,03%    |
| румунська  | 0,70%    |
| інші       | 0,32%    |

## Економіка
У Софіївці обробляється 4544 га сільськогосподарських угідь, в тому числі 4004 га орної землі. Господарство спеціалізується на свинарстві. Розвинене також тваринництво м'ясо-молочного напряму, вирощуються зернові культури. Господарство щорічно продає 4,5 тис. голів племінних свиней.
Після розпаду Радянського Союзу спеціалізація села дещо змінюється. На її території створюються та відновлюються підприємства регіонального та державного рівнів. Основний напрямок діяльності підприємств — переробка зернових та технічних культур (соняшник). Найпотужнішими підприємствами на сьогодні є: ПРАТ «Микитівський гранітний кар'єр» до якого входить Софіївський гранітний кар'єр, «Люкс-Ойл».

## Освіта та культура
У Софіївці є середня школа (258 учнів і 58 учителів), при якій працюють класи районної заочної школи. Діють будинок культури із залом на 400 місць, бібліотека з фондом 8,9 тис. книг, фельдшерсько-акушерський пункт. До послуг населення — дитячий сад на 75 місць, п'ять магазинів, відділення Укрпошти та Ощадбанку України.
У 2007 році тут було створено спеціальну адміністрацію (дирекцію) Регіонального ландшафтного парку «Приінгульський»

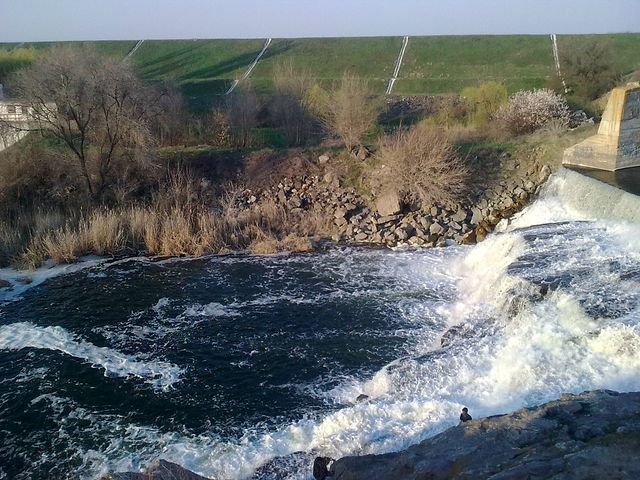
Водоспад поблизу села Софіївка